# Hangzhou-Dragon-Stadion
Das Hangzhou-Dragon-Stadium ist ein Stadion in der Stadt Hangzhou in der Volksrepublik China.
Es liegt nur 35 Kilometer vom internationalen Flughafen Hangzhou Xiaoshan entfernt und hat ein Fassungsvermögen von 51.139 Sitzplätzen, 850 VIP-Plätzen, 570 Kabinen für Funktionäre sowie 400 Journalistenplätzen. Das Stadion ist nahe am Westsee gelegen.
2007 wurden hier Spiele der Frauenfußball-Weltmeisterschaft ausgetragen.
Um das Stadium herum befinden sich zahlreiche Clubs und Discos, die nähere Umgebung ist vor allem bei westlichen Touristen als Amüsierviertel beliebt.
Es ist das Heimstadion von Zhejiang Professional FC.